# Молочай Северцова
Молочай Северцова (лат. Euphorbia sewerzowii) — вид двудольных растений рода Молочай (Euphorbia) семейства Молочайные (Euphorbiaceae).

## Распространение и среда обитания
Эндемик Западного Тянь-Шаня, известный с территории Узбекистана и Киргизии.
Произрастает в горах, среди кустарников, на щебнистых и каменистых склонах.

## Ботаническое описание
Голый травянистый многолетник с несколькими прямостоячими продольно бороздчатыми стеблями 25—70 см высотой и 4—5 мм толщиной, отходящими от тонкого корневища. Нижняя часть стебля с рубчиками от опавших листьев, в самом низу — с буроватыми тупотреугольными чешуйками.
Листья простые, очерёдно расположенные вдоль стебля, почти без черешков, с кожистой треугольно-дельтовидной пластинкой с глубоко сердцевидным основанием и заострённой вершиной, с цельным (очень редко зазубренным) краем. Размеры листьев — 2—4(6)×1—2,5 см. В верхней половине стебля листья многочисленные, ближе к основанию растения — рано опадающие. Очень редко помимо нормально развитых имеются бесплодные побеги с линейными или линейно-ланцетными листьями.
Общий зонтик с 7—10 лучами, листья в зонтике почти не отличаются от стеблевых. Прицветники, окружающие циатии, обычно почковидно-треугольные, остроконечные, с обрубленным или клиновидным основанием.
Плод — трёхлопастный яйцевидный трёхорешник 5—6 мм длиной; семена яйцевидные, содержат эфирные масла (33 %).
Цветёт и плодоносит в естественных условиях с мая по август.
Как и все виды рода, растение ядовито и не поедается скотом.

## Значение
Используется как лекарственное растение с болеутоляющим, слабительным, рвотным действиями, у спиртового настоя и водного и водно-спиртового извлечений — желчегонное и слабительное свойства. Применяют при лечении сердечных и желудочно-кишечных заболеваний.
Применяется для окрашивания тканей в жёлто-зелёный цвет.

## Таксономия
Растение было впервые обнаружено в 1868 году Николаем Алексеевичем Северцовым. При обработке гербария Северцова Фердинанд Готтфрид фон Хердер на этикетке назвал его Euphorbia sewerzowii, однако впоследствии Эдуард фон Регель отнёс его к виду Euphorbia subcordata, известному с Алтая.
Действительно описан как отдельный вид был в 1933 году в «Систематическом обзоре молочаев Средней Азии» Ярослава Ивановича Проханова. Проханов, неуверенно признававший самостоятельным род Tithymalus, опубликовал Euphorbia sewerzowii в качестве альтернативного названия для Tithymalus sewerzowii (оба названия являются действительными, так как были опубликованы до 1953 года, когда указание нескольких альтернативных названий для таксона было запрещено МКБН).